# Agencja Restrukturyzacji i Modernizacji Rolnictwa
Agencja Restrukturyzacji i Modernizacji Rolnictwa (ARiMR) – państwowa osoba prawna (agencja wykonawcza) powołana ustawą z dnia 29 grudnia 1993 r. o utworzeniu Agencji Restrukturyzacji i Modernizacji Rolnictwa (Dz.U. z 1994 r. nr 1, poz. 2) w celu wspierania rozwoju rolnictwa i obszarów wiejskich. Obecnie działa na podstawie ustawy z dnia 9 maja 2008 r. o Agencji Restrukturyzacji i Modernizacji Rolnictwa (Dz.U. z 2023 r. poz. 1199).
ARiMR została wyznaczona przez rząd do pełnienia roli akredytowanej agencji płatniczej. Zajmuje się wdrażaniem instrumentów współfinansowanych z budżetu Unii Europejskiej oraz udziela pomocy ze środków krajowych. Agencja, jako wykonawca polityki rolnej, ściśle współpracuje z Ministerstwem Rolnictwa i Rozwoju Wsi. ARiMR podlega jednocześnie nadzorowi Ministerstwa Finansów w zakresie gospodarowania środkami publicznymi. Na podstawie ustawy z dnia 10 lutego 2017 r. o Krajowym Ośrodku Wsparcia Rolnictwa i ustawy – Przepisy wprowadzające ustawę o Krajowym Ośrodku Wsparcia Rolnictwa agencja od 1 września 2017 roku jest jedyną agencją płatniczą UE na obszarze Rzeczypospolitej Polskiej.

## Struktura organizacyjna

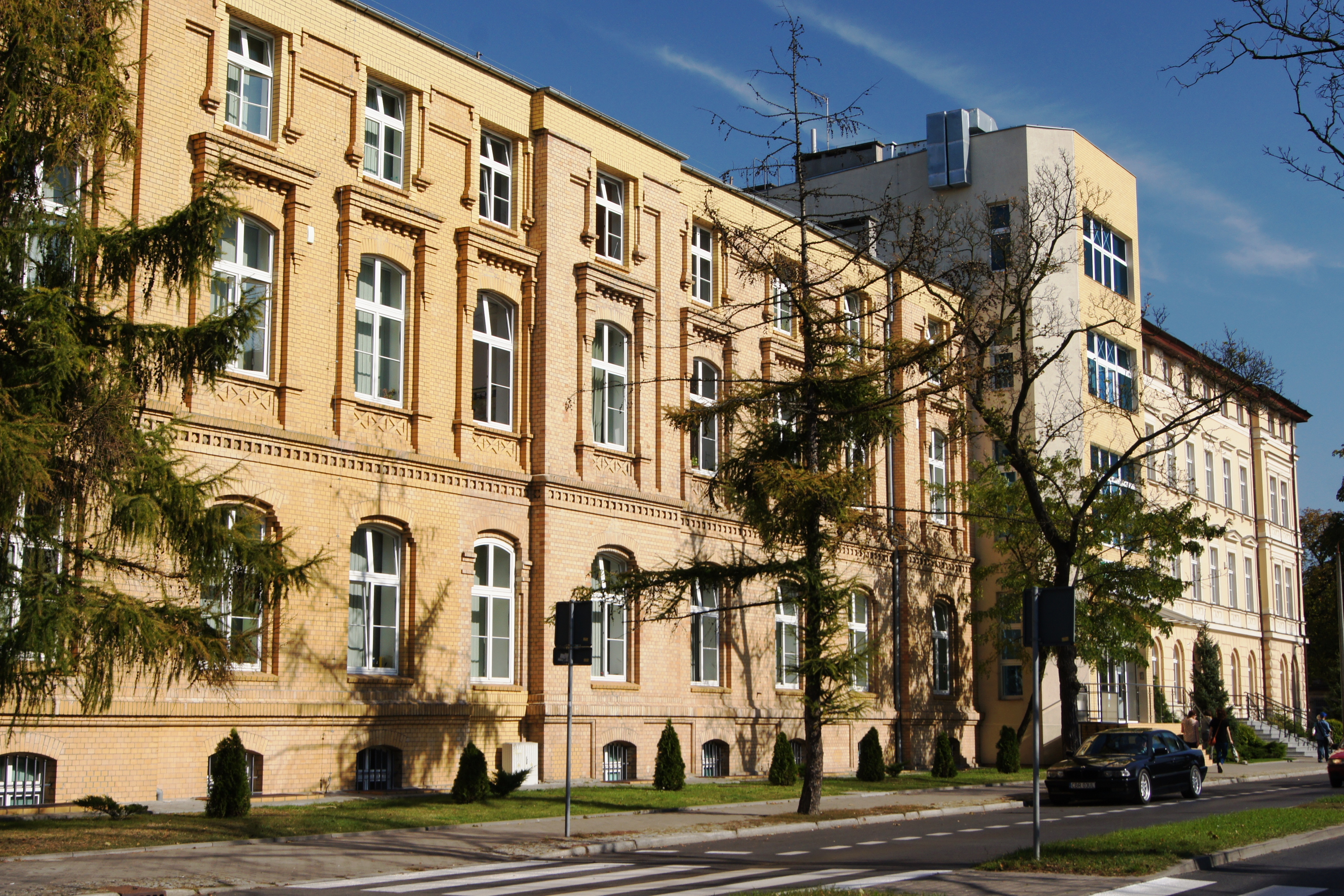
Siedziba Agencji Restrukturyzacji i Modernizacji Rolnictwa. Kujawsko–Pomorski Oddział Regionalny w Toruniu

Agencją Restrukturyzacji i Modernizacji Rolnictwa kieruje Prezes powołany przez Premiera RP na wniosek Ministra Rolnictwa i Rozwoju Wsi oraz Ministra Finansów. Struktura ARiMR jest trzypoziomowa – Centrala, 16 Oddziałów Regionalnych (jeden oddział na województwo) oraz 314 Biur Powiatowych.

### Prezesi
- Andrzej Zawadzki (1994–1995)
- Władysław Łukasik (1995–1995)
- Henryk Antosiak (1995–1998)
- Mirosław Mielniczuk (1998–2001)
- Andrzej Śmietanko (7 listopada 2001–luty 2002)
- Aleksander Bentkowski (2002–2003)
- Jerzy Miller (2003)
- Wojciech Pomajda (lipiec 2003–październik 2005)
- Marek Janiec ( 18.10.2005-grudzień 2005, jako p.o.)
- Elżbieta Kaufman-Suszko (grudzień 2005–12.05.2006, jako p.o.)
- Mirosław Drygas (12.05.2006–2006, jako p.o.)
- Grzegorz Spychalski (2006–2007)
- Paweł Janusz Osuch (14 maja 2007–26 lipca 2007)
- Leszek Dróździel (2007–2008)
- Dariusz Wojtasik (2008–2009)
- Tomasz Kołodziej (marzec 2009 – 20 września 2012)
- Zbigniew Banaszkiewicz (od 20 września 2012 do 24 lutego 2013, jako p.o.)
- Andrzej Gross (od 25 lutego 2013 do 27 listopada 2015)
- Daniel Obajtek (od 27 listopada 2015 do 2 marca 2017, do 13 stycznia 2016 jako p.o.[3][4][5])
- Dariusz Golec od 2 marca 2017 do 1 sierpnia 2017, jako p.o.)
- Maria Fajger (od 2 listopada 2017 do 27 sierpnia 2019, od 1 sierpnia 2017 jako p.o.)[6]
- Tomasz Nowakowski (od 28 sierpnia 2019 do 20 października 2020, do 29 maja 2020 jako p.o.)
- Halina Szymańska (od 20 października 2020 do 10 stycznia 2024)
- Wojciech Legawiec (od 10 stycznia 2024)[7]

### Kierownictwo
- Wojciech Legawiec – prezes od 10 stycznia 2024
- Joanna Gierulska – zastępca prezesa od 15 listopada 2022[8]
- Leszek Szymański – zastępca prezesa od 15 stycznia 2024[9]
- Marek Budzich – zastępca prezesa od 16 kwietnia 2025[10] (od 6 lutego 2024 jako p.o.)[11]
- Tomasz Nawrocki – zastępca prezesa od 6 lutego 2024
- Andrzej Borusiewicz – zastępca prezesa od 30 października 2024[12]

## Wsparcie finansowe ARiMR
ARiMR wspomaga finansowo:
- inwestycje w rolnictwie i związanych z nim usługach oraz w przetwórstwie rolno-spożywczym,
- przedsięwzięcia tworzące dla mieszkańców wsi stałe miejsca pracy poza rolnictwem,
- rozwój infrastruktury wiejskiej,
- poprawy struktury agrarnej,
- inwestycje związane z budową giełd i rynków hurtowych,
- oświatę i doradztwo rolnicze oraz upowszechnianie i wdrażanie rachunkowości w gospodarstwach.

ARiMR zarządza systemem unijnych płatności bezpośrednich w Polsce.